# Damita Jo (álbum)
Damita Jo es el octavo álbum de estudio de la cantante de R&B y pop Janet Jackson, lanzado en los Estados Unidos el 30 de marzo de 2004 por Virgin Records. El álbum toma su título de segundo nombre de Jackson. Este es el segundo álbum de Jackson que lleva la etiqueta de "Parental Advisory", ya que el primero en llevarlo fue All for you. Este álbum ha sido lanzado con el sistema de protección de copia de control en algunas regiones. Jackson comenzó a trabajar en el álbum en agosto de 2002 después de terminar la gira All for You, y continuó hasta febrero de 2004, con la ayuda de una amplia gama de productores, incluidos Kenneth "Babyface" Edmonds, Dallas Austin, Kanye West y Scott Storch, además a los antiguos colaboradores de Jackson, el dúo Jimmy Jam y Terry Lewis. Titulado en honor al segundo nombre de Jackson, Damita Jo es un álbum de R&B, pop y hip hop que explora temas de amor y romance.
Damita Jo fue producido y coescrito mayormente por Janet, los colaboradores de siempre Jimmy Jam y Terry Lewis y su entonces pareja Jermaine Dupri se desempeñaron también como productores ejecutivos.
El álbum fue lanzado después del controvertido incidente de la Super Bowl XXXVIII, el cual fue transmitido en directo el 1 de febrero de 2004, esta controversia se produjo cuando Justin Timberlake (artista invitado) expuso accidentalmente el pecho de Janet. En resumen, tanto CBS como MTV presentaron una disculpa sobre el asunto. Pero al final se llegó a la decisión de bloquear la música de la cantante de MTV y VH1.
La cantante expresó en numerosas ocasiones que era "un álbum sobre amor", y muchas de las críticas dicen que es más que solo amor, describe cada faceta en una relación amorosa, de una manera optimista y a veces hasta sensual, siendo su trabajo más explícito hasta la fecha.

## Contenido
El contenido lírico de Damita Jo está basado en las diferentes facetas del amor, desde la inocencia y romanticismo, el lado sensual del amor, hasta la desesperación e inseguridad que puede traer algunas veces. Jackson expresa esto de una manera muy optimista, especialmente porque dijo que su inspiración mayor para la creación del álbum fue su relación con Jermaine Dupri en ese entonces, la cual ella describe como algo hermoso y muy inspirador.
Durante sus sesiones iniciales, Jam describió su dirección musical como "en todo el lugar", desde las canciones house habituales de Jackson hasta "cosas con sabor a guitarra", además de algunas que tienen "un tipo definido de calidad ambiental ". Aclaró que no había una dirección clara en ese momento; escribían canciones y veían qué les gustaba o no, como parte del proceso de descubrimiento. También reveló que habían estado escuchando Zero 7 y Télépopmusik durante el proceso; este último produjo un interludio para el álbum.
El disco vio a Jackson liberada de grabar exclusivamente con Jam y Lewis, lo que había intentado grabar con otros productores en All for You , formando equipo con varios productores, entre ellos Kenneth "Babyface" Edmonds , Kanye West , Dallas Austin , Scott Storch . y el dúo Bag & Arnthor, formado por Anders Bagge y Arnthor Birgisson . Las sesiones con West tuvieron lugar en octubre de 2003, quien describió su trabajo juntos como "increíble". Austin trabajó con Jackson en Atlanta desde finales de 2003 hasta principios de 2004, antes de decidir qué canciones pasarían al corte final. Lo consideró "sin duda la cosa más sexy que ha hecho", y que era "su Mente Sucia". También lo describió como un "disco realmente sexy, pero no de una manera sensual. Es atrevido, divertido, realmente positivo. Nadie está triste, nadie está enojado. Son canciones realmente divertidas en las que ella habla con franqueza sobre sexo". También dijo, antes de completar, que "Es uno de los mejores discos que ha hecho". El compositor Sean Garrett describió estar "deslumbrado" y calificó la sesión como una parte esencial del comienzo de su carrera. "Pensé que trabajar con Janet cambiaría mi vida y definitivamente así fue. [...] Ella era una de esas personas con las que realmente quería trabajar".
Se consideraron varias colaboraciones durante las sesiones de grabación del álbum, pero nunca llegaron a buen término. Jam discutió la posibilidad de escribir un dueto con Justin Timberlake para el álbum en sus etapas iniciales, pero nunca llegó a buen término. Además, se anunciaron colaboraciones con Richard X y Basement Jaxx , aunque no sucedieron; la primera grabó una pista de acompañamiento a la que se suponía que debía escribir la letra, pero "esa reunión desapareció en una nube de humo", recordó.
En la canción Sexhibition hace un juego de palabras cuando dice "Sexcapade", "Sexplanation", "Sexploration", "Sexplosion", "Sexsation". En la canción My Baby habla de que no importa lo que digan los demás, ella siempre estará con su pareja, ya que siente una conexión muy fuerte con él.

### Concepto y título

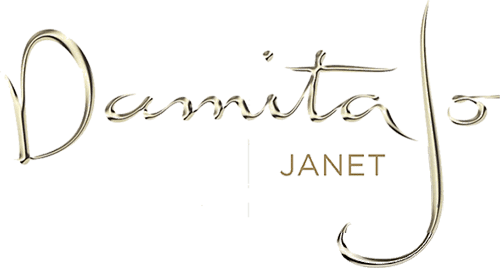
Logotipo del álbum

El concepto de Damita Jo se trata del segundo nombre de la cantante (Janet Damita Jo Jackson), el cual quiere expresar como diferente personajes y actitudes que ella siente que reflejó alguna vez en su vida. Además, describe el amor en todas sus facetas, lo cual afecta mucho el concepto de manera que Damita Jo se vea como un concepto divertido y algo atrevido.
El monólogo de apertura del álbum, "Looking for Love", sirve como preludio al contenido de romance y pasión del álbum. Jackson descifra la unificación de la sociedad dentro del deseo de afecto en un tono entrecortado sobre un espacio espacial y "ensoñador".  Con música electrónica de respaldo: "Dentro de nosotros viven tantos personajes diferentes, todos buscando el amor".

## Lanzamiento
Damita Jo es el segundo álbum de la cantante en ser publicado con la etiqueta de Parental Advisory. Hay una versión limpia del álbum, que contiene versiones editadas de la mayoría de canciones en el álbum. Junto con el álbum salió el DVD From Janet to Damita Jo: The Videos el cual contiene todos los videos musicales desde Janet (álbum) de 1993 hasta Damita Jo, una presentación especial del tema "Just A Little While" y una entrevista exclusiva sobre la creación del álbum.

### Recepción comercial
A pesar de los eventos del Super Bowl, este álbum fue bastante bien recibido, alcanzando y debutando en el puesto 2 del Billboard 200, detrás de Confessions de Usher, vendiendo 381.000 copias durante su primera semana. Recibió 2 certificaciones Platino. En Canadá el álbum debutó en el puesto número 7 y número 10 en Japón. Hasta la fecha, Damita Jo vendió más de 3 millones de copias por todo el mundo.
Jackson declaró: "Por supuesto que todo el mundo quiere vender discos y ser el número uno. Y creo que eso es importante. Pero para muchos artistas de hoy, todo se trata del dinero en lugar del arte. ¿Qué pasó con los artistas que crearon este maravilloso cuerpo de música? que toca a las personas y les cambia la vida? " En respuesta a la promoción boicoteada, Jackson declaró: "Mucha gente dijo que ni siquiera sabían que el proyecto estaba terminado, y creo que eso tuvo mucho que ver con la respuesta. Sin embargo, muchos fanáticos en Europa se me acercaron y me dijeron ellos sintieron absolutamente que era mi mejor álbum. Hubo todo tipo de reacciones al álbum, y obviamente había mucho drama en torno a ese álbum también ".

### Recepción crítica
Damita Jo recibió mayormente críticas positivas a mixtas, destacando que era algo que no hemos visto de parte de Janet. Jesse Washington de The Associated Press elogió a Damita Jo como "pecaminosamente atractiva" y "contagiosa", diciendo que "la relajación es lo último en su agenda con esta combinación pecaminosamente atractiva de ritmos infecciosos y letras escandalosas". Washington agregó: "Este tipo de contenido no es inusual en el panorama actual de la cultura pop, donde la picardía de la televisión por cable está robando espectadores y premios de las cadenas de televisión y Cat in the Hat cuenta chistes sucios en las pantallas de cine". La voz de Jackson fue considerada "dulce y liviana" entre las "excelentes melodías" del disco, especificando "La buscamos para entretenernos con excelentes videos, saturar la radio con melodías pegadizas y mover nuestros cuerpos en el club. Damita Jo "tiene los bienes para hacer exactamente eso".

### Sencillos
El primer sencillo fue Just A Little While, este fue lanzado el día siguiente a los eventos del Super Bowl. Debutó Tras su lanzamiento oficial, se convirtió rápidamente en la canción más agregada y reproducida en los formatos de radio pop. Su transmisión al aire aumentó más del quinientos por ciento y logró descargas "considerables", pero sufrió cuando la lista negra de Jackson fue iniciada por las principales emisoras de radio que fueron multadas después del incidente del Super Bowl de Jackson, lo que afectó su desempeño en todo el mundo. La canción debutó Bubbling Under la semana del 14 de febrero, ingresando al Billboard Hot 100 en el número 47 la semana siguiente, y luego alcanzó el puesto 45. Alcanzó el número 17 en la lista de reproducción de música pop , obteniendo una alta impresión de audiencia de más de 28 millones. durante su primera semana en la radio antes de ser eliminada, también se ubicó en el Adult Top 40 y Hot R&B/Hip-Hop Songs.
I Want You fue lanzado el 15 de marzo de 2004, alcanzó el top 20 en emisión antes de estancarse debido al bloqueo, convirtiéndose también en el trigésimo tercer éxito consecutivo de Jackson en la lista de Hot R&B Songs. La lista negra generó controversia entre los críticos, quienes declararon que la canción probablemente habría sido una canción "aplastante en todos los ámbitos" si el incidente no hubiera ocurrido. Fue certificado platino por la Recording Industry Association of America (RIAA) y recibió una nominación al Grammy por Mejor Interpretación Vocal Femenina de R&B.
All Nite (Don't Stop) fue lanzado el 29 de mayo de 2004, alcanzó la cima de Hot Dance Club Songs y alcanzó el número ocho en Hot Dance Airplay, mientras que alcanzó el top 20 en España y el Reino Unido, así como en varios otros países. Además, ganó un premio BMI London a la mejor canción pop.
R&B Junkie fue lanzado el 30 de diciembre de 2004, siendo el primer sencillo en salir después del lanzamiento del álbum. Alcanzó el puesto número uno en Bubbling Under R&B/Hip-Hop Singles, ya que recibió un lanzamiento bastante limitado, considerándose una oportunidad desperdiciada para revivir comercialmente el trabajo. Jackson interpretó la canción durante los premios BET de 2004.

## Lista de canciones

### Versión Normal / Explícita
1. Looking For Love 1:30
2. Damita Jo 3:45
3. Sexhibition 2:29
4. Strawberry Bounce 3:10
5. My Baby 4:17
6. The Islands 0:39
7. Spending Time With You 4:14
8. Magic Hour 0:23
9. Island Life 3:53
10. All Nite (Don't Stop) 3:26
11. R&B Junkie 3:10
12. I Want You 3:50
13. Like You Don't Love Me 3:39
14. Thinkin' Bout My Ex 4:33
15. Warmth 3:44
16. Moist 4:54
17. It All Comes Down To Love 0:38
18. Truly 3:58
19. The One 1:01
20. SloLove 3:44
21. Country 0:30
22. Just Love Me For A Little While 4:10

### Versión Limpia
1. Looking For Love (Interlude) 1:30
2. Damita Jo (Edited) 3:45
3. Exhibition 2:29
4. Strawberry Bounce (Edited) 3:10
5. My Baby 4:17
6. The Islands (Interlude) 0:39
7. Spending Time With You (Edited) 4:14
8. Magic Hour (Interlude) 0:23
9. Island Life 3:53
10. All Nite (Don't Stop) (Edited) 3:26
11. R&B Junkie 3:10
12. I Want You 3:50
13. Like You Don't Love Me (Edited) 3:39
14. Thinkin' Bout My Ex 4:33
15. It All Comes Down To Love (Interude) 0:38
16. Truly (Edited)
17. The One (Interlude) 1:00
18. SloLove (Edited) 3:44
19. Country (Interlude) 0:30
20. Just A Little While 4:10

## Influencia
Varios críticos observaron que el tema de Damita Jo ha influido en los artistas cuando utilizan conceptos similares de identidades alternativas dentro de las campañas del álbum, considerando a Jackson como el creador de tendencias en el que se tiene "múltiples personalidades". Britney Jean (2013) se observó que tenía el título con influencia de "Damita Jo"; ABC declaró, "tomando una página del álbum de 2004 de Janet Jackson, Damita Jo, Britney Spears ha combinado su nombre y segundo nombre, Britney Jean, para crear el título de su tan esperado octavo álbum de estudio". Spears declaró que una persona alternativa, Britney Jean, vive dentro de ella, de manera similar a Jackson expresando que Damita Jo era uno de los personajes que vive dentro de ella. Ella también apareció arriba. Varios críticos observaron que la personalidad de Beyoncé, Sasha Fierce, y su álbum I Am... Sasha Fierce (2008) estaban influenciados por Damita Jo. The Sydney Morning Herald y Bernard Zuel señalaron que era de manera similar al concepto de Jackson, Beyoncé tenía una personalidad que "se hace cargo cuando llega el momento de trabajar y cuando estoy en el escenario, este alter ego que he creado de alguna manera me protege a mí y a quién soy realmente". Eric R. Danton del Hartford Courant comentó, "su antecesora musical Janet Jackson es conocida ocasionalmente como Damita Jo, entonces, ¿por qué Beyoncé no debería tener un alter ego también?".

## Lista negra comercial
Tras el incidente en el espectáculo de medio tiempo del Super Bowl, los conglomerados involucrados en la transmisión fueron fuertemente multados por la FCC y llevados a los tribunales durante varios años. En represalia, los conglomerados antes mencionados: Viacom (incluido CBS; MTV, el productor del espectáculo de medio tiempo; y un grupo de estaciones de radio Infinity Broadcasting) y Clear Channel Communications— impuso una lista negra de los sencillos y vídeos musicales de Jackson en muchos formatos de radio y canales de música, ya que el presidente de CBS Les Moonves consideró que la disculpa de Jackson era "insuficiente".
El boicot entró en vigor antes de la liberación de Damita Jo, afectando sus álbumes posteriores, y terminó con el lanzamiento de Discipline (2008).

## Posicionamiento en listas y ventas
| País                            | Posición de apogeo | Certificación | Ventas    |
| ------------------------------- | ------------------ | ------------- | --------- |
| Australia (ARIA)                | 18                 | --            |           |
| Austria (Ö3 Austria Top 40)     | 49                 | --            |           |
| Bélgica (Walonia)               | 33                 | --            |           |
| Canadá (Billboard)              | 7                  | Platino       | 100 000   |
| Países Bajos (MegaCharts)       | 17                 | --            |           |
| Francia (SNEP)                  | 35                 | --            |           |
| Alemania (Media Control Charts) | 21                 | --            |           |
| Irlanda (IRMA)                  | 72                 | --            |           |
| Japón (Oricon)                  | 10                 | Oro           | 100 000   |
| Singapur (IFPI)                 | --                 | Oro           | 5 000     |
| Corea Del Sur (Gaon Chart)      | --                 | Oro           | 9 256     |
| Nueva Zelanda (RIANZ)           | 50                 | --            |           |
| Escocia (OCC)                   | 42                 | --            |           |
| Reino Unido (UK Album Chart     | 6                  | Plata         | 60 000    |
| Estados Unidos (Billboard 200)  | 2                  | Platino       | 1 002 000 |

## Premios
| Premio                   | Trabajo nominado                                                                            | Resultado |
| ------------------------ | ------------------------------------------------------------------------------------------- | --------- |
| American Music Awards    | Artista Favorita de R&B Femenina                                                            | Ganador   |
| BET Awards               | Mejor Cantante Femenina del Año                                                             | Nominado  |
| BMI London Awards        | Mejor Canción Pop (Por: All Nite Don't Stop)                                                | Ganador   |
| Premios de ventas BPI    | Premio de plata                                                                             | Ganador   |
| Comcast Xfinity          | El alter ego más extraño de la música: Damita Jo                                            | Ganador   |
| Complejo                 | Mejores canciones para besar (Por: My Baby)                                                 | Ganador   |
| Premios Grammy 2005      | Mejor álbum de R&B Contemporáneo                                                            | Nominado  |
| Premios Grammy 2005      | Mejor Interpretación femenina de R&B (Por: I Want You)                                      | Nominado  |
| World Dance Music Awards | Mejor Video/Coreografía (Por: All Nite Don't Stop)                                          | Nominado  |
| MTV Japan Music Awards   | Premio a la Inspiración                                                                     | Ganador   |
| MPVA Awards              | Mejor Coreografía (Por: All Nite Don't Stop)                                                | Ganador   |
| MPVA Awards              | Director del Año (Francis Lawrence, director de All Nite Don't Stop)                        | Ganador   |
| MPVA Awards              | Mejor dirección de una artista femenina (Francis Lawrence, director de All Nite Don't Stop) | Nominado  |
| MOBO Awards              | Icon Award                                                                                  | Ganador   |
| Premios de Imagen NAACP  | Artista Femenina Destacada                                                                  | Ganador   |
| OHBMH Awards             | Icon Award                                                                                  | Ganador   |
| Radio Music Awards       | Legend Award                                                                                | Ganador   |
| Soul Train Music Awards  | Lifetime Achievement Award                                                                  | Ganador   |
| Teen Choice Awards       | Best Woman                                                                                  | Nominado  |
| El Telégrafo             | 120 álbumes de Pop esencial                                                                 | Ganador   |
| Source Awards            | Artista R&B del Año                                                                         | Ganador   |

## Historial de lanzamiento
| Región         | Fecha               | Edición(nes)   | Formato(s)             | Disquera(s)         | Ref.                 |
| -------------- | ------------------- | -------------- | ---------------------- | ------------------- | -------------------- |
| Japón          | 22 de marzo de 2004 | Standard clean | CD Descarga digital LP | EMI Music Japan     | [ 16 ] [ 17 ]        |
| Austria        | 29 de marzo de 2004 | Standard clean | CD Descarga digital LP | EMI Music Austria   | [ 18 ]               |
| Alemania       | 29 de marzo de 2004 | Standard clean | CD Descarga digital LP | EMI Music Germany   | [ 19 ]               |
| Reino Unido    | 29 de marzo de 2004 | Standard clean | CD Descarga digital LP | Virgin              | [ 20 ] [ 21 ]        |
| Australia      | 29 de marzo de 2004 | Standard clean | CD Descarga digital LP | EMI Music Australia | [ 22 ]               |
| Estados Unidos | 30 de marzo de 2004 | Standard clean | CD Descarga digital LP | Virgin              | [ 23 ] [ 24 ] [ 25 ] |